# Société de développement industriel et minier du Zaire
Société de développement industriel et minier du Zaïre (SODIMIZA)
La Société de développement industriel et minier du Zaïre (SODIMIZA) est une entreprise congolaise spécialisée dans l’exploitation du cuivre, du cobalt et du zinc dans la région du Katanga(aujourd’hui Haut-Katanga), en République démocratique du Congo. Créée en 1967, dans le contexte postcolonial d’un Congo en pleine mutation politique et économique, la SODIMIZA a constitué une alternative audacieuse à la Gécamines, entreprise minière d’État dominante à l’époque.
⸻
Origines et création
La création de la SODIMIZA est le fruit d’une initiative conjointe entre plusieurs entrepreneurs congolais visionnaires et des partenaires étrangers, dans un climat économique tendu mais propice à l’initiative privée. Parmi les figures clés de cette fondation, on trouve Donatien MINGEDI Utema, ancien membre du gouvernement de Moïse Tshombe, Entrepreneur, investisseur et acteur influent du secteur minier.
Travaillant auparavant à la Gécamines, Donatien MINGEDI Utema a su mobiliser un réseau de contacts internationaux, notamment avec des investisseurs américains et japonais intéressés par les ressources minières stratégiques du Grand Katanga. À la croisée des sphères politiques, économiques et industrielles, il joua un rôle central de facilitateur entre les capitaux étrangers et les réalités locales. Il agissait également en tant qu’investisseur et client direct des exploitations de minerais dans la région du katanga, incarnant une forme d’entrepreneuriat national audacieux et indépendant.
⸻
Contexte politique et rivalités
Malgré son ambition et son développement prometteur, la SODIMIZA fut rapidement confrontée à la montée en puissance du régime de Mobutu Sese Seko, qui cherchait à centraliser le contrôle des ressources naturelles du pays. Dans cette optique, Mobutu impulsa en parallèle la création, dès 1967, de la Société de Développement Industriel et Minier du Congo (SODIMICO), entreprise d’État qui fit de l’ombre à la SODIMIZA en captant soutiens institutionnels et leviers diplomatiques.
La pression politique s’intensifiant, les entrepreneurs indépendants perçus comme des concurrents ou non-alignés au régime furent progressivement écartés, intimidés ou contraints à l’exil. Donatien MINGEDI Utema, en raison de son influence croissante et de son indépendance stratégique vis-à-vis du pouvoir en place, devint une cible. Il fut contraint de fuir le Congo en 1975, et obtint le statut de réfugié politique en France, sous la présidence de Valéry Giscard d’Estaing.
⸻
Exil en France et dépossession
À son arrivée à Paris, Donatien MINGEDI Utema bénéficia d’une prise en charge administrative spécifique, grâce à son statut de réfugié politique et diplomatique. Il fut pris en charge par un comptable d’État français nommé Maurice, chargé de gérer ses avoirs transférés depuis le Congo. D’abord hébergé dans le 8e arrondissement, à l’hôtel George V, il semblait destiné à une réinsertion digne.
Cependant, ce même comptable manœuvra contre lui en confisquant ses avoirs, estimés à plus d’un million de francs, ce qui plongea Mr MINGEDI dans une situation de précarité brutale. Démuni de ses biens, il fut contraint de solliciter une aide sociale, qui l’amena à s’installer dans le département de l’Essonne (91), à Sainte-Geneviève-des-Bois.
C’est à cette époque qu’il croisa la route de Bernard Pons, figure politique influente de la circonscription locale. Bien qu’aucune fonction précise ne soit attestée officiellement à ce moment-là, Bernard Pons était un député et ancien ministre, impliqué dans les affaires sociales et territoriales. L’échange avec lui laissait entrevoir à Donatien MINGEDI Utema la possibilité d’une réhabilitation politique ou d’un engagement au sein d’un réseau administratif français.
Malheureusement, avant que ces perspectives ne puissent se concrétiser, Donatien fut victime d’un accident vasculaire cérébral (AVC), altérant lourdement son état de santé. Il décéda en 1984 à Sainte-Geneviève-des-Bois, laissant derrière lui une trajectoire brisée, mais profondément marquée par l’engagement et la résilience.
⸻
Rachat et disparition de la SODIMIZA
Privée de ses figures fondatrices et affaiblie par les pressions politiques du régime, la SODIMIZA fut progressivement absorbée par la Gécamines. Ce processus de démantèlement fut officialisé en 1987, lorsque la Gécamines racheta l’entreprise, en intégrant ses actifs, son personnel et ses infrastructures.
Ainsi disparut l’une des plus remarquables tentatives de développement industriel congolais autonome et visionnaire, issue d’une dynamique locale portée par des entrepreneurs africains en quête de souveraineté économique.
⸻
Héritage effacé, mémoire à rétablir
L’histoire de la SODIMIZA, à l’instar de nombreux projets entrepreneuriaux congolais des années 1960-70, demeure peu documentée dans les archives officielles. Le rôle de pionniers comme Donatien MINGEDI UTEMA  est aujourd’hui largement méconnu, voire totalement effacé des récits institutionnels.
Pourtant, leur contribution fut déterminante dans la structuration d’un tissu économique postcolonial autonome et ambitieux, à rebours de la monopolisation étatique ou néocoloniale. Redonner à cette mémoire la place qu’elle mérite, c’est aussi reconnaître le courage, la vision et l’endurance de ceux qui, souvent au péril de leur vie, ont tenté de reconstruire un Congo libre, prospère et souverain.